# Potraw

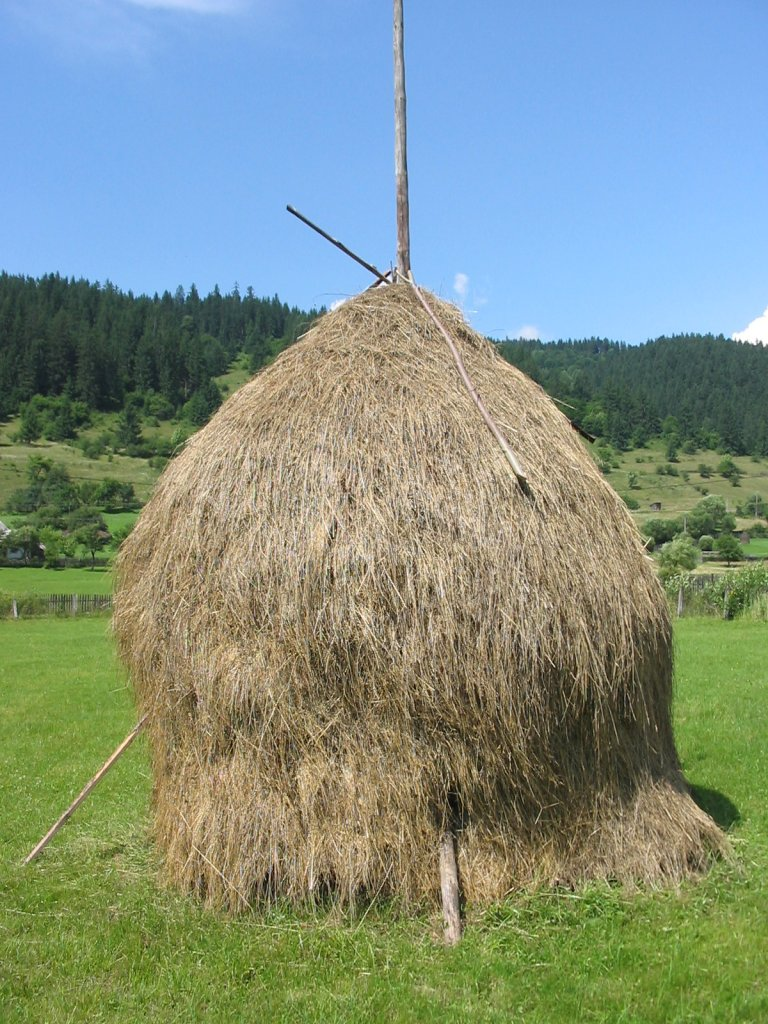
Stóg siana

Potraw, otawa – odrost trawy na łące po wcześniejszym skoszeniu lub też ostatni (zwykle drugi) pokos siana pozyskiwany na początku jesieni.